# Anomala
Anomala är ett släkte av skalbaggar som beskrevs av Leach 1819. Enligt Catalogue of Life ingår Anomala i familjen Rutelidae, men enligt Dyntaxa är tillhörigheten istället familjen bladhorningar.

## Dottertaxa tillAnomala, i alfabetisk ordning[1][2]
- Anomala abraensis
- Anomala achrogastra
- Anomala acrominalis
- Anomala acutangula
- Anomala adhaerescens
- Anomala adscita
- Anomala adustula
- Anomala aegrota
- Anomala aelia
- Anomala aeneiventris
- Anomala aeneotincta
- Anomala aequalis
- Anomala aericollis
- Anomala aeruginosa
- Anomala affinis
- Anomala afghana
- Anomala agilis
- Anomala ahlwarthi
- Anomala ahrensi
- Anomala albaya
- Anomala albopilosa
- Anomala amarginata
- Anomala amoena
- Anomala amphicoma
- Anomala amychodes
- Anomala anacantha
- Anomala anchoralis
- Anomala ancilla
- Anomala andamanica
- Anomala andradei
- Anomala angolana
- Anomala anguliceps
- Anomala angulicollis
- Anomala angulipennis
- Anomala angusta
- Anomala anodonta
- Anomala anoguttata
- Anomala anoxantha
- Anomala antennata
- Anomala anthracina
- Anomala antica
- Anomala antiqua
- Anomala apacheana
- Anomala aphodioides
- Anomala apogonioides
- Anomala arara
- Anomala arawaka
- Anomala ardoini
- Anomala arida
- Anomala aruensis
- Anomala aspera
- Anomala assimilis
- Anomala atjehana
- Anomala atomogramma
- Anomala atriplicis
- Anomala atriventris
- Anomala atrocyanea
- Anomala atrovirens
- Anomala attenuata
- Anomala aulacoides
- Anomala aulax
- Anomala aureoflava
- Anomala aureola
- Anomala auriculata
- Anomala auripennis
- Anomala aurora
- Anomala ausonia
- Anomala ayjikcala
- Anomala babai
- Anomala badia
- Anomala baeri
- Anomala bakeri
- Anomala balduina
- Anomala balzapambae
- Anomala bandicola
- Anomala barbarae
- Anomala barbellata
- Anomala barbellicauda
- Anomala barbicollis
- Anomala basalis
- Anomala batesi
- Anomala beckeri
- Anomala belingana
- Anomala bella
- Anomala bengalensis
- Anomala bernhardti
- Anomala biakensis
- Anomala bicolor
- Anomala bidolii
- Anomala bifida
- Anomala biformis
- Anomala bihariensis
- Anomala bilobata
- Anomala bilunata
- Anomala bimarginata
- Anomala binata
- Anomala binotata
- Anomala bioculata
- Anomala bipunctata
- Anomala bivirgulata
- Anomala blaisei
- Anomala blanchardi
- Anomala bleusei
- Anomala bogotensis
- Anomala bohemani
- Anomala boliviana
- Anomala bonguana
- Anomala boromensis
- Anomala bottae
- Anomala bousqueti
- Anomala brachycaula
- Anomala brachypus
- Anomala breviceps
- Anomala brevidens
- Anomala brevihirta
- Anomala brevior
- Anomala breviuscula
- Anomala bruchiana
- Anomala bruchomorpha
- Anomala bruggei
- Anomala brunnea
- Anomala brunnipennis
- Anomala bryani
- Anomala burgeoni
- Anomala butensis
- Anomala butleri
- Anomala butuana
- Anomala buxtoni
- Anomala caduca
- Anomala caffra
- Anomala calcarata
- Anomala calceata
- Anomala caligrapha
- Anomala callifera
- Anomala calpurnia
- Anomala calymmophora
- Anomala camancha
- Anomala camarinensis
- Anomala canisia
- Anomala cantori
- Anomala cantorioides
- Anomala capillula
- Anomala capito
- Anomala carcina
- Anomala cardinalis
- Anomala carinifrons
- Anomala cassiana
- Anomala castanea
- Anomala castaneoventris
- Anomala castaniceps
- Anomala castelnaui
- Anomala catenatopunctata
- Anomala catochlora
- Anomala catoxantha
- Anomala cavifrons
- Anomala celebica
- Anomala ceramica
- Anomala ceramopyga
- Anomala cerea
- Anomala chalcescens
- Anomala chalcites
- Anomala chalcophysa
- Anomala chalcoptera
- Anomala chalybaea
- Anomala chalybeipennis
- Anomala chamaeleon
- Anomala championi
- Anomala chanleri
- Anomala chapini
- Anomala chevrolati
- Anomala chiriquina
- Anomala chlorocarpa
- Anomala chlorochelys
- Anomala chloroderma
- Anomala chloronota
- Anomala chlorophylla
- Anomala chloroptera
- Anomala chloropus
- Anomala chloropyga
- Anomala chlorosoma
- Anomala chlorotica
- Anomala choui
- Anomala chromicolor
- Anomala chrysanthe
- Anomala chrysochlora
- Anomala chrysochroma
- Anomala chrysomelina
- Anomala ciliatipes
- Anomala cincta
- Anomala cinderella
- Anomala cingulata
- Anomala cirroides
- Anomala citrina
- Anomala cladera
- Anomala clarescens
- Anomala clathrata
- Anomala clerica
- Anomala clodia
- Anomala cludtsi
- Anomala clypeata
- Anomala cnethopyga
- Anomala cobala
- Anomala cochlearia
- Anomala cognata
- Anomala collotra
- Anomala colluta
- Anomala colma
- Anomala colobocaula
- Anomala colonica
- Anomala columbia
- Anomala comma
- Anomala communis
- Anomala compacta
- Anomala compressicollis
- Anomala concavifronta
- Anomala concha
- Anomala concinna
- Anomala conformis
- Anomala conjuga
- Anomala connectens
- Anomala conradti
- Anomala constanti
- Anomala constricta
- Anomala contenta
- Anomala controversa
- Anomala convexa
- Anomala coolsi
- Anomala corpulenta
- Anomala corrugata
- Anomala corruscans
- Anomala corvina
- Anomala costifera
- Anomala costulata
- Anomala coxalis
- Anomala cpustulata
- Anomala crassa
- Anomala crassipyga
- Anomala crassisura
- Anomala crassiuscula
- Anomala cribrata
- Anomala cribriceps
- Anomala crinicollis
- Anomala crinifrons
- Anomala crucialis
- Anomala cruralis
- Anomala crypsinosa
- Anomala cucusa
- Anomala cuprascens
- Anomala cuprea
- Anomala cupripes
- Anomala cupritarsis
- Anomala cupriventris
- Anomala curata
- Anomala curator
- Anomala curva
- Anomala cyanipennis
- Anomala cypriochalcea
- Anomala cypriogastra
- Anomala daimiana
- Anomala dalatensis
- Anomala dalbergiae
- Anomala damara
- Anomala dapitana
- Anomala dasypyga
- Anomala daurica
- Anomala dawnensis
- Anomala decolor
- Anomala decorata
- Anomala delagoa
- Anomala delavayi
- Anomala deliana
- Anomala delicata
- Anomala delkeskampi
- Anomala deltoides
- Anomala densa
- Anomala densepunctata
- Anomala denticollis
- Anomala denticrus
- Anomala denticulata
- Anomala denuda
- Anomala deserta
- Anomala desiccata
- Anomala despumata
- Anomala detunei
- Anomala devia
- Anomala devota
- Anomala diehli
- Anomala difficilis
- Anomala digitata
- Anomala diglossa
- Anomala digressa
- Anomala dilatata
- Anomala dimidiata
- Anomala discalis
- Anomala discoidalis
- Anomala discordabilis
- Anomala discors
- Anomala discrepans
- Anomala disparilis
- Anomala dissimilis
- Anomala distanti
- Anomala distinguenda
- Anomala dita
- Anomala diurna
- Anomala diversicolor
- Anomala diversipennis
- Anomala djampeana
- Anomala dohertyi
- Anomala donovani
- Anomala dorsalis
- Anomala dorsata
- Anomala dorsopicta
- Anomala dorsosignata
- Anomala doryphorina
- Anomala dossidea
- Anomala drusilla
- Anomala dubia
- Anomala dudleyi
- Anomala durvillei
- Anomala dussumieri
- Anomala ebenina
- Anomala ecbolina
- Anomala edentula
- Anomala egregia
- Anomala elaphoceroides
- Anomala elberti
- Anomala ellipsis
- Anomala elongata
- Anomala emortualis
- Anomala encausta
- Anomala enganensis
- Anomala ennia
- Anomala erosa
- Anomala errans
- Anomala ertli
- Anomala erubescens
- Anomala esakii
- Anomala eucardia
- Anomala eucoma
- Anomala eulissa
- Anomala eumiops
- Anomala euops
- Anomala eventifera
- Anomala exanthematica
- Anomala exarata
- Anomala exaratior
- Anomala excolens
- Anomala exigua
- Anomala exilis
- Anomala exitialis
- Anomala exolata
- Anomala exoleta
- Anomala exoletoides
- Anomala expallescens
- Anomala expansa
- Anomala expedita
- Anomala fallaciosa
- Anomala fausta
- Anomala felicia
- Anomala femoralis
- Anomala fergussonensis
- Anomala ferruginea
- Anomala festiva
- Anomala fibula
- Anomala filigera
- Anomala fissilabris
- Anomala fissula
- Anomala flagellata
- Anomala flamina
- Anomala flaveola
- Anomala flaviana
- Anomala flavilla
- Anomala flavipennis
- Anomala flavipunctata
- Anomala flaviventris
- Anomala flavizona
- Anomala flavofasciata
- Anomala flavofemorata
- Anomala flavoguttata
- Anomala flavolineata
- Anomala flavonotata
- Anomala flavopicta
- Anomala flavoscutellata
- Anomala flavovaria
- Anomala flohri
- Anomala floridana
- Anomala florina
- Anomala foliacea
- Anomala foraminosa
- Anomala forbesi
- Anomala forcipalis
- Anomala forreri
- Anomala forsstroemi
- Anomala foveiceps
- Anomala fracta
- Anomala francottei
- Anomala freyi
- Anomala fulgidicollis
- Anomala fulvescens
- Anomala fulvia
- Anomala fulvocalceata
- Anomala fulvocostata
- Anomala fulvofusca
- Anomala fulvohirta
- Anomala funebris
- Anomala furcula
- Anomala fuscaoaerea
- Anomala fuscicauda
- Anomala fusciceps
- Anomala fuscoaenea
- Anomala fuscosignata
- Anomala fuscovelata
- Anomala fuscoviridis
- Anomala fuscula
- Anomala fusitibia
- Anomala gaja
- Anomala gallana
- Anomala ganganensis
- Anomala gemella
- Anomala geniculata
- Anomala gentilis
- Anomala ghindana
- Anomala glabra
- Anomala glaseri
- Anomala goergeni
- Anomala gordiana
- Anomala gracilenta
- Anomala graminea
- Anomala grandis
- Anomala granulata
- Anomala granulicauda
- Anomala granuliformis
- Anomala grassei
- Anomala graueri
- Anomala gravida
- Anomala gressetti
- Anomala gualberta
- Anomala guatemalena
- Anomala gudzenkoi
- Anomala guessfeldti
- Anomala hamigera
- Anomala handschini
- Anomala hassoni
- Anomala hebescens
- Anomala hebridarum
- Anomala hemiseca
- Anomala herbea
- Anomala hesychastria
- Anomala heterocostata
- Anomala heteroglypha
- Anomala heterostigma
- Anomala heterotricha
- Anomala heydeni
- Anomala hilaria
- Anomala hirsitula
- Anomala hirsutoides
- Anomala hirtidorsa
- Anomala hirtipyga
- Anomala hispidipennis
- Anomala hispidula
- Anomala histrionella
- Anomala hoegei
- Anomala hoepfneri
- Anomala holomelaena
- Anomala hopei
- Anomala hoplites
- Anomala hoplocosmeta
- Anomala hoppi
- Anomala hortensia
- Anomala humeralis
- Anomala hygina
- Anomala hylobia
- Anomala hymenalis
- Anomala hymenoptera
- Anomala igniceps
- Anomala ignicolor
- Anomala ignipes
- Anomala ikuthana
- Anomala illusa
- Anomala immatura
- Anomala imperfecta
- Anomala imperialis
- Anomala incolumis
- Anomala inconcinna
- Anomala inconstans
- Anomala inconsueta
- Anomala indistincta
- Anomala inepta
- Anomala inexpecta
- Anomala infans
- Anomala infantilis
- Anomala inguinalis
- Anomala innoncens
- Anomala innuba
- Anomala inopinata
- Anomala insipida
- Anomala insitiva
- Anomala insularis
- Anomala insulicola
- Anomala interna
- Anomala intrusa
- Anomala irianensis
- Anomala irideorufa
- Anomala iridicollis
- Anomala ishidai
- Anomala ismeria
- Anomala itohi
- Anomala itoi
- Anomala iwasei
- Anomala jacobsoni
- Anomala javana
- Anomala jeanvoinei
- Anomala jocosa
- Anomala jokoana
- Anomala jordani
- Anomala juquilensis
- Anomala kalliesi
- Anomala kaltengensis
- Anomala kameruna
- Anomala kannegieteri
- Anomala kansana
- Anomala kapangana
- Anomala kapiriensis
- Anomala katsurai
- Anomala keiana
- Anomala keithi
- Anomala keniae
- Anomala keralensis
- Anomala ketambeana
- Anomala kigonsera
- Anomala kindiae
- Anomala kintaroi
- Anomala knapperti
- Anomala kochi
- Anomala kokodae
- Anomala koreana
- Anomala kristenseni
- Anomala krivani
- Anomala kuatuna
- Anomala kudatina
- Anomala kuehni
- Anomala kuekenthali
- Anomala laccata
- Anomala laesicollis
- Anomala laeta
- Anomala laetabilis
- Anomala laevigata
- Anomala laevisulcata
- Anomala langbianensis
- Anomala laniventris
- Anomala laosensis
- Anomala laotica
- Anomala lasikina
- Anomala lasiocnemis
- Anomala latefemorata
- Anomala latericostulata
- Anomala laticlypea
- Anomala latipes
- Anomala latiungula
- Anomala latiuscula
- Anomala lenticula
- Anomala leonfairmairei
- Anomala leotaudi
- Anomala lepida
- Anomala leprodes
- Anomala leptopoda
- Anomala libidinosa
- Anomala lignea
- Anomala ligulipes
- Anomala limata
- Anomala limatipennis
- Anomala limbaticollis
- Anomala limbifera
- Anomala limbipennis
- Anomala limbourgi
- Anomala lineata
- Anomala lineatopennis
- Anomala linelli
- Anomala lipodes
- Anomala lissopyga
- Anomala livia
- Anomala loi
- Anomala longiceps
- Anomala longiclypea
- Anomala longicornis
- Anomala longilamina
- Anomala longipennis
- Anomala lucasi
- Anomala lucens
- Anomala luciae
- Anomala lucicola
- Anomala lucida
- Anomala lucidula
- Anomala luctuosa
- Anomala luculenta
- Anomala ludgera
- Anomala ludoviciana
- Anomala lujae
- Anomala luminosa
- Anomala luniclypealis
- Anomala luridicollis
- Anomala lutea
- Anomala luticolor
- Anomala machatschkei
- Anomala macrophthalma
- Anomala macrophylla
- Anomala maculicollis
- Anomala maculifemorata
- Anomala maculipyga
- Anomala madrasica
- Anomala mahakamensis
- Anomala makondae
- Anomala malabariensis
- Anomala malaisei
- Anomala malaya
- Anomala malayensis
- Anomala malukana
- Anomala mandangensis
- Anomala mandli
- Anomala manguliana
- Anomala manseri
- Anomala marcens
- Anomala margina
- Anomala marginipennis
- Anomala martini
- Anomala masaakii
- Anomala mascula
- Anomala matangensis
- Anomala mathildae
- Anomala matricula
- Anomala matzenaueri
- Anomala mausonica
- Anomala medellina
- Anomala medorensis
- Anomala megalonyx
- Anomala megalops
- Anomala meggitti
- Anomala melanogastra
- Anomala melattia
- Anomala melitta
- Anomala menadensis
- Anomala menadocola
- Anomala mendica
- Anomala merkli
- Anomala merula
- Anomala mesocnemis
- Anomala metalla
- Anomala micans
- Anomala micanticollis
- Anomala micholitzi
- Anomala microda
- Anomala micronyx
- Anomala millepora
- Anomala millestriga
- Anomala millingeni
- Anomala mimeloides
- Anomala minahassae
- Anomala minangorum
- Anomala minima
- Anomala ministrans
- Anomala minuta
- Anomala minutissima
- Anomala miokoana
- Anomala mirabilis
- Anomala mirita
- Anomala misandria
- Anomala mixeana
- Anomala miyakona
- Anomala mizusawai
- Anomala modesta
- Anomala mollis
- Anomala monachula
- Anomala mongolica
- Anomala monochroa
- Anomala monogramma
- Anomala montana
- Anomala moquina
- Anomala morettoi
- Anomala morissaei
- Anomala motschulskyi
- Anomala munda
- Anomala muricata
- Anomala mus
- Anomala mutabilis
- Anomala mutans
- Anomala myanmarensis
- Anomala mystica
- Anomala nainitalii
- Anomala nathani
- Anomala neglecta
- Anomala nepalensis
- Anomala nerissa
- Anomala nervulata
- Anomala niasiana
- Anomala nigrescens
- Anomala nigripes
- Anomala nigriventris
- Anomala nigrocincta
- Anomala nigrolineata
- Anomala nigromarginata
- Anomala nigropicta
- Anomala nigroscutellata
- Anomala nigrosulcata
- Anomala nigrosuturata
- Anomala nigrovaria
- Anomala nigrovestita
- Anomala nigrovirens
- Anomala niijimae
- Anomala nikodymi
- Anomala nilgirensis
- Anomala nimbosa
- Anomala nitescens
- Anomala nitidula
- Anomala noctivaga
- Anomala nocturna
- Anomala nomurai
- Anomala nona
- Anomala novoguineensis
- Anomala nubeculosa
- Anomala nutans
- Anomala nycterina
- Anomala obbiana
- Anomala obesa
- Anomala obliquipunctata
- Anomala oblivia
- Anomala obovata
- Anomala obscuripes
- Anomala obscuroaenea
- Anomala obsoleta
- Anomala obtusicollis
- Anomala occhroptera
- Anomala ochii
- Anomala octiescostata
- Anomala odila
- Anomala oedematosa
- Anomala oehleri
- Anomala oglobini
- Anomala ohausiana
- Anomala ohmomoi
- Anomala olivacea
- Anomala olivieri
- Anomala opacicollis
- Anomala opaconigra
- Anomala opalina
- Anomala ophthalmica
- Anomala oreas
- Anomala orichalcescens
- Anomala osakana
- Anomala osmanlis
- Anomala ovalis
- Anomala ovampoa
- Anomala ovatula
- Anomala oxiama
- Anomala oxylabis
- Anomala pacholatkoi
- Anomala pagana
- Anomala palaestina
- Anomala palawana
- Anomala pallens
- Anomala palleola
- Anomala palleopyga
- Anomala pallida
- Anomala pallidula
- Anomala palopona
- Anomala papagoana
- Anomala papuensis
- Anomala papuna
- Anomala parallela
- Anomala parastasioides
- Anomala parca
- Anomala pardalina
- Anomala parvula
- Anomala peguensis
- Anomala pellucida
- Anomala penai
- Anomala pendleburyi
- Anomala peninsularis
- Anomala perakensis
- Anomala pernambucana
- Anomala perplexa
- Anomala personata
- Anomala pertinax
- Anomala phaeogastra
- Anomala phaeoloma
- Anomala phagedaenica
- Anomala phalaena
- Anomala phimotica
- Anomala phlyctenopyga
- Anomala phosphora
- Anomala phthysica
- Anomala phyllis
- Anomala phyllochroma
- Anomala picina
- Anomala pictipes
- Anomala picturella
- Anomala pilifrons
- Anomala piliscutella
- Anomala pilosipennis
- Anomala pinguis
- Anomala placida
- Anomala plagiata
- Anomala planata
- Anomala planelytra
- Anomala planicauda
- Anomala planicorna
- Anomala platypyga
- Anomala plebeja
- Anomala plectrophora
- Anomala pleurimargo
- Anomala pleuritica
- Anomala plurisulcata
- Anomala polina
- Anomala polita
- Anomala polygona
- Anomala pomona
- Anomala ponticula
- Anomala pontualei
- Anomala popayana
- Anomala porcia
- Anomala porovatula
- Anomala porrecta
- Anomala posterior
- Anomala potanini
- Anomala praecellens
- Anomala praeclara
- Anomala praecoxalis
- Anomala praematura
- Anomala praenitens
- Anomala praetendinosa
- Anomala prasinicollis
- Anomala prisca
- Anomala probativa
- Anomala procrastinator
- Anomala proctolasia
- Anomala prolixa
- Anomala propinqua
- Anomala prudentia
- Anomala ptenomeloides
- Anomala pubescens
- Anomala pubifera
- Anomala pudica
- Anomala pulchripes
- Anomala pumilis
- Anomala pumiloides
- Anomala punctatipennis
- Anomala punctatissima
- Anomala puncticeps
- Anomala puncticlypea
- Anomala punctipennis
- Anomala punctulicollis
- Anomala purpuriventris
- Anomala pygidialis
- Anomala pyxexcavata
- Anomala pyxofera
- Anomala quadricalcarata
- Anomala quadrigemina
- Anomala quadripartita
- Anomala quadripunctata
- Anomala quelparta
- Anomala quiche
- Anomala quirina
- Anomala rabdogastra
- Anomala rantena
- Anomala raphiocaula
- Anomala raui
- Anomala raydoma
- Anomala repensa
- Anomala repressa
- Anomala resplendens
- Anomala retusicollis
- Anomala rhizotrogoides
- Anomala rhodomela
- Anomala rhodope
- Anomala rhodopyga
- Anomala richteri
- Anomala ricovera
- Anomala rigoberta
- Anomala ritsemae
- Anomala ronana
- Anomala rothschildti
- Anomala rotundata
- Anomala rotundiceps
- Anomala rotundicollis
- Anomala ruatana
- Anomala rubida
- Anomala rubra
- Anomala rubripes
- Anomala rubrucollis
- Anomala ruficapilla
- Anomala rufina
- Anomala rufipes
- Anomala rufithorax
- Anomala rufiventris
- Anomala rufocuprea
- Anomala rufopartita
- Anomala rufozonula
- Anomala rufula
- Anomala rugiclypea
- Anomala ruginosa
- Anomala rugipennis
- Anomala rugosa
- Anomala rugulicollis
- Anomala rugulipennis
- Anomala russaticeps
- Anomala russiventris
- Anomala sabana
- Anomala saetipes
- Anomala sagax
- Anomala sagiens
- Anomala saitoi
- Anomala sakaii
- Anomala saleyeriana
- Anomala salticola
- Anomala samarensis
- Anomala sambalanga
- Anomala sampitana
- Anomala sanchezi
- Anomala sandersoni
- Anomala saopyga
- Anomala sapa
- Anomala sapada
- Anomala sarasinorum
- Anomala sarmiensis
- Anomala sassana
- Anomala sauteri
- Anomala sawabana
- Anomala saya
- Anomala scheepmakeri
- Anomala schereri
- Anomala schoenfeldti
- Anomala schultzeana
- Anomala scintillans
- Anomala scopas
- Anomala sebakuana
- Anomala sejuncta
- Anomala semenovi
- Anomala semiaenea
- Anomala semicastanea
- Anomala semicincta
- Anomala semicingulata
- Anomala semicuprea
- Anomala semilivida
- Anomala seminigra
- Anomala seminitens
- Anomala semipurpurea
- Anomala semismaragdina
- Anomala semitonsa
- Anomala semiusta
- Anomala semivirens
- Anomala semperiana
- Anomala sempronia
- Anomala senegalensis
- Anomala senooi
- Anomala separata
- Anomala sericangula
- Anomala servilis
- Anomala seticrus
- Anomala sexmaculata
- Anomala shimensis
- Anomala shirakii
- Anomala siamensis
- Anomala sibuyana
- Anomala sieboldi
- Anomala sieversi
- Anomala silama
- Anomala simalurensis
- Anomala similis
- Anomala simillima
- Anomala similopyga
- Anomala simulans
- Anomala singularis
- Anomala sinica
- Anomala siniopyga
- Anomala smaragdina
- Anomala smetsi
- Anomala snizeki
- Anomala solida
- Anomala somalina
- Anomala sordidula
- Anomala soror
- Anomala spiloptera
- Anomala spilopteroides
- Anomala splendida
- Anomala stalmansi
- Anomala stenodera
- Anomala sternitica
- Anomala sticticoptera
- Anomala stictopyga
- Anomala stigmatella
- Anomala stigmaticollis
- Anomala stigmatipennis
- Anomala straminea
- Anomala strigicollis
- Anomala studiosa
- Anomala subaenea
- Anomala subita
- Anomala sublustris
- Anomala subpilosa
- Anomala subterfulva
- Anomala subterfusca
- Anomala subtomentella
- Anomala subtrinata
- Anomala subvittata
- Anomala sucki
- Anomala sudanensis
- Anomala suklina
- Anomala sulana
- Anomala sulcatula
- Anomala sulcithorax
- Anomala superflua
- Anomala surigana
- Anomala susca
- Anomala suturalis
- Anomala sylphis
- Anomala taeniana
- Anomala tahunensis
- Anomala taitungensis
- Anomala taiwana
- Anomala takasagoensis
- Anomala takeshii
- Anomala tawetana
- Anomala techacapana
- Anomala tendinosa
- Anomala tenera
- Anomala tenimberiana
- Anomala tenimbrica
- Anomala tenuipes
- Anomala teretina
- Anomala terroni
- Anomala terronoides
- Anomala tessellatipennis
- Anomala testaceipennis
- Anomala testaceipes
- Anomala tetanotricha
- Anomala tetracrana
- Anomala thai
- Anomala thailandiana
- Anomala thoracophora
- Anomala tibialis
- Anomala timida
- Anomala tincticeps
- Anomala tinctipennis
- Anomala tinctiventris
- Anomala tindakua
- Anomala tolensis
- Anomala tolerata
- Anomala toliensis
- Anomala tolucana
- Anomala tongyai
- Anomala toxopei
- Anomala trabeata
- Anomala transvaalensis
- Anomala transversa
- Anomala trapezifera
- Anomala triancistris
- Anomala triangularis
- Anomala trichia
- Anomala trichonata
- Anomala trichophora
- Anomala trichopyga
- Anomala tricolorea
- Anomala trigonopyga
- Anomala trillesi
- Anomala triptica
- Anomala tristigma
- Anomala tristis
- Anomala trivirgata
- Anomala trochanterica
- Anomala truncata
- Anomala ueleana
- Anomala ukerewia
- Anomala ulcerata
- Anomala umboniformis
- Anomala umbra
- Anomala uncata
- Anomala uncinata
- Anomala undulata
- Anomala unicolor
- Anomala usambica
- Anomala ustulatipes
- Anomala usutulata
- Anomala uvirae
- Anomala vaga
- Anomala wahnesi
- Anomala validipes
- Anomala walkeri
- Anomala wapiensis
- Anomala varians
- Anomala varicolor
- Anomala variegata
- Anomala variivestis
- Anomala variolata
- Anomala variolosa
- Anomala waterstraati
- Anomala vatillum
- Anomala vayana
- Anomala weberi
- Anomala vellicata
- Anomala wellmanni
- Anomala velutina
- Anomala ventriosa
- Anomala venusta
- Anomala veraecrucis
- Anomala werneri
- Anomala vespertilio
- Anomala vestigator
- Anomala vethi
- Anomala vetula
- Anomala weyersi
- Anomala whiteheadi
- Anomala vicenti
- Anomala vietipennis
- Anomala vietnamica
- Anomala vigilax
- Anomala villosella
- Anomala windrathi
- Anomala winkleri
- Anomala violacea
- Anomala viridana
- Anomala viridiaenea
- Anomala viridibrunnea
- Anomala viridicostata
- Anomala viridifusca
- Anomala viridimicans
- Anomala viridis
- Anomala viridisericea
- Anomala vitalisi
- Anomala vitis
- Anomala vittata
- Anomala vitticollis
- Anomala vittilatera
- Anomala wituensis
- Anomala vivax
- Anomala vivida
- Anomala volanda
- Anomala vuilletae
- Anomala vulcanicola
- Anomala xanthochroma
- Anomala xantholea
- Anomala xantholoma
- Anomala xanthopleura
- Anomala xanthoptera
- Anomala xanthopyga
- Anomala xestopyga
- Anomala xiphostetha
- Anomala yunnana
- Anomala zambesicola
- Anomala zapotensis
- Anomala zavattarii